# 1795
1795 (MDCCXCV) byl rok, který dle gregoriánského kalendáře započal čtvrtkem.

## Události
- 19. ledna – Po útěku Viléma V. Oranžského do Anglie zanikly Spojené provincie nizozemské a byla vyhlášena Batávská republika.
- 5. dubna – V Basileji byl uzavřen mír mezi Francií a Pruskem.
- 20. května – V Paříži vypuklo Prairialské povstání.
- 31. května – Ve Francii byl zrušen Revoluční tribunál.
- 22. srpna – Ve Francii byla přijata nová ústava.
- 1. října – Francouzská armáda obsadila Belgii.
- 24. října – Třetí dělení Polska
- 2. listopadu – Ve Francii bylo ustaveno tzv. Direktorium (pětičlenná vláda).
- V Českých Budějovicích byl založen Budějovický měšťanský pivovar.
- rok po smrti Jamese Linda byla citronová šťáva konečně zavedena jako součást stravy britských námořníků. Začalo se jim od té doby posměšně přezdívat „limouni“.[zdroj?]

### Probíhající události
- 1789–1799 – Velká francouzská revoluce
- 1791–1804 – Haitská revoluce
- 1792–1797 – Válka první koalice
- 1792–1802 – Francouzské revoluční války

## Narození

### Česko

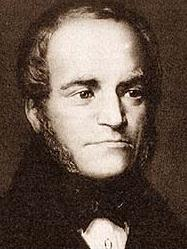
František Antonín Gerstner (* 11. května)

- 06. ledna – Dominik Zafouk, sochař († 1878)
- 22. března – Josef Arnošt Ryba, oční lékař († 1. března 1856)
- 23. března – Leopold Jansa, houslista, skladatel a hudební pedagog († 25. ledna 1875)
- 07. dubna – Ignaz Feigerle, biskup a teolog († 27. září 1863)
- 10. dubna – Josef Reisich, lékař, děkan lékařské fakulty Univerzity Karlovy († 27. listopadu 1865)
- 19. dubna – Florentin Robert, moravský podnikatel původem z Francie († 10. července 1870)
- 11. května – František Antonín Gerstner, geodet a stavitel železnic († 12. dubna 1840)
- 13. května – Pavel Josef Šafařík, slovenský česky píšící spisovatel († 26. června 1861)
- 02. června – Václav Jan Mašek, písmák, rychtář a sedlák, sběratel lidových písní († 10. července 1847)
- 14. července – Joseph Alois von Helm, rektor olomoucké univerzity a starosta Olomouce († 17. srpna 1849)
- 16. srpna – Heinrich Marschner, německý raně romantický hudební skladatel českého původu († 16. prosince 1861)
- 30. srpna – Felix Spinka, starosta města Prachatice a donátor místního gymnázia († 2. září 1862)
- 23. září – Václav Bojer, botanik a cestovatel († 6. června 1856)
- 31. října – Wenzel Gustav Schopf, česko-rakouský armádní úředník († 26. května 1876)
- 13. prosince – August von Lützow, osídlenec Karlových Varů původem z Meklenburska († 14. srpna 1872)
- 14. prosince – Maxmilián Berger, česko-rakouský politik a člen Říšského sněmu († 10. února 1884)
- neznámé datum
  - Karel František Rafael, kontrabasista a skladatel († 14. listopadu 1864)
  - Josef Mrňák, malíř († 1. října 1867)

### Svět

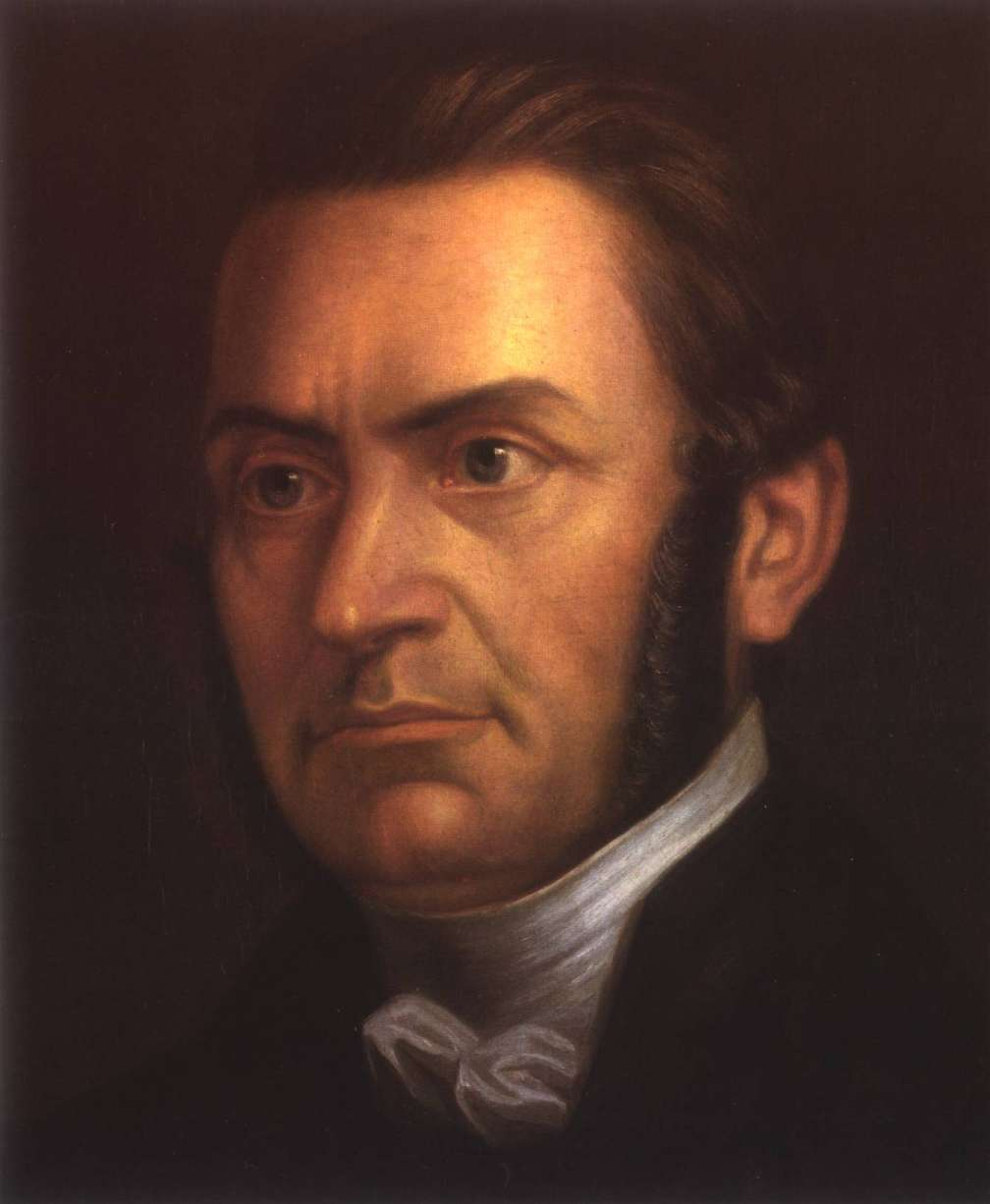
Pavel Josef Šafařík (* 13. května)

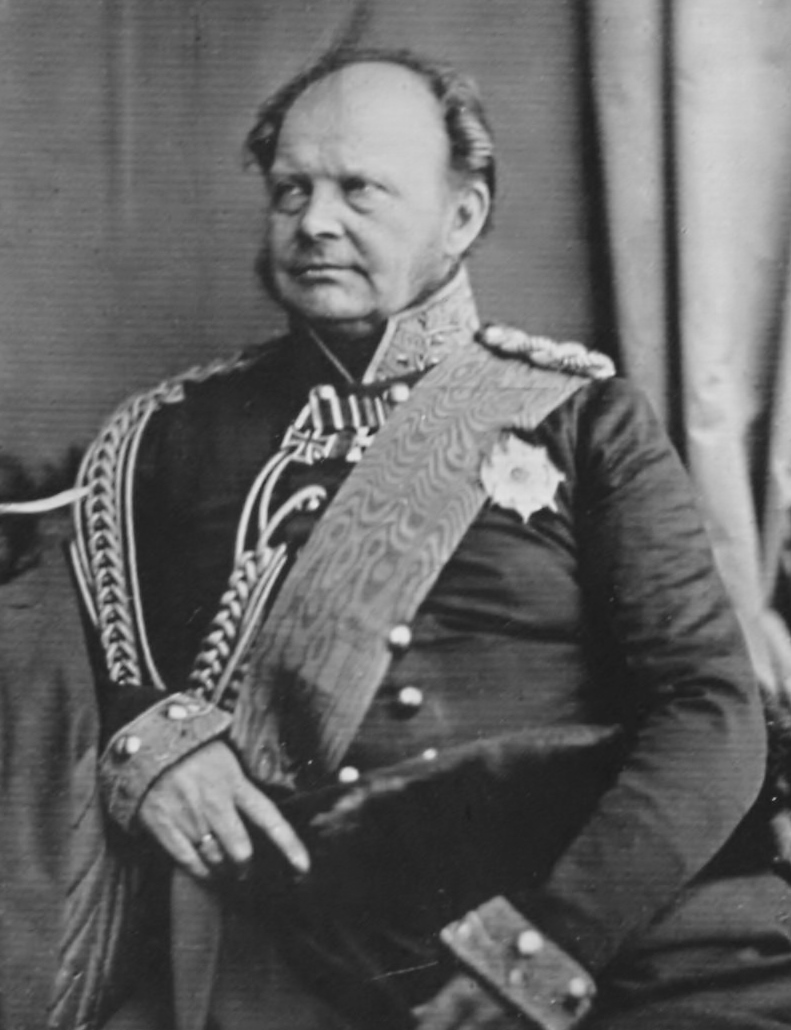
Fridrich Vilém IV. (* 15. října)

- 15. ledna – Alexandr Sergejevič Gribojedov, ruský diplomat, překladatel a dramatik († 11. února 1829)
- 18. ledna – Anna Pavlovna Ruská, nizozemská královna († 1. března 1865)
- 25. ledna – Jozef Albach, slovenský františkánský kněz († 12. listopadu 1853)
- 26. ledna – Amálie Kristýna Bádenská, bádenská princezna a kněžna z Fürstenbergu († 14. září 1869)
- 01. února – George Harpur Crewe, anglický politik († 1. ledna 1844)
- 03. února – Antonio José de Sucre, hlavní vůdce jihoamerického boje za nezávislost († 4. června 1830)
- 05. února – Wilhelm Karl von Haidinger, rakouský mineralog, geolog, fyzik a optik († 19. března 1871)
- 08. února – Friedlieb Ferdinand Runge, německý analytický chemik († 25. března 1867)
- 09. února – Josef Trausch, rakouský státní úředník, lexikograf a historik († 16. listopadu 1871)
- 10. února – Ary Scheffer, nizozemsko-francouzský malíř († 15. června 1858)
- 18. února – Charles Crozatier, francouzský sochař († 8. února 1855)
- 04. dubna – Joseph Böhm, houslista maďarského židovského původu († 28. března 1876)
- 14. dubna – Pedro Albéniz, španělský klavírista a hudební skladatel († 12. dubna 1855)
- 15. dubna – Maria Schicklgruber, babička Adolfa Hitlera († 7. ledna 1847)
- 19. dubna – Christian Gottfried Ehrenberg, německý přírodovědec († 27. června 1876)
- 20. dubna – Ieuan Glan Geirionydd, velšský básník († 21. ledna 1855)
- 21. dubna – Vincenc Pallotti, italský římskokatolický kněz a svatý († 22. ledna 1850)
- 22. dubna – Johann Friedrich Böhmer, německý historik († 22. října 1863)
- 30. dubna – Christian Casimir Brittinger, německý botanik a entomolog († 11. ledna 1869)
- 18. května – Alfred-Armand-Louis-Marie Velpeau, francouzský chirurg, anatom a porodník († 24. srpna 1867)
- 19. května – Johns Hopkins, americký podnikatel, abolicionista a filantrop († 24. prosince 1873)
- 22. května – Lazar Mamula, rakousko-uherský generál a vojenský guvernér Dalmácie († 12. ledna 1878)
- 29. května – August Bellegarde, rakouský generál a dvořan († 21. června 1873)
- 19. června – James Braid, skotský chirurg a průkopník hypnoterapie († 25. března 1860)
- 24. června – Ernst Heinrich Weber, německý lékař a experimentální psycholog († 26. ledna 1878)
- 07. července – Karel Teodor Maximilián Bavorský, bavorský princ († 16. srpna 1875)
- 22. července – Gabriel Lamé, francouzský matematik a fyzik († 1. května 1870)
- 27. července – Ludwig Erdmann Bledow, německý šachový mistr († 6. srpna 1846)
- 07. září – John Polidori, anglický spisovatel, lékař a cestovatel († 24. srpna 1821)
- 16. září – Saverio Mercadante, italský hudební skladatel († 12. prosince 1870)
- 24. září – Antoine-Louis Barye, francouzský sochař († 25. června 1875)
- 29. září – Kondratij Fjodorovič Rylejev, ruský básník a povstalec († 25. července 1826)
- 05. října – Karl Ludwig Sand, německý student teologie a vrah německého dramatika Augusta von Kotzebua († 20. května 1820)
- 09. října – Hermenegild von Francesconi, italský železniční inženýr († 8. června 1862)
- 15. října – Fridrich Vilém IV., pruský král († 2. ledna 1861)
- 18. října
  - Mario Aspa, italský hudební skladatel († 14. prosince 1868)
  - Friedrich Eduard von Löbbecke, rakouský podnikatel působící v Čechách a Slezsku († 26. října 1870)
- 19. října – Arthur Morin, francouzský fyzik († 7. února 1880)
- 31. října – John Keats, anglický básník († 21. února 1821)
- 03. listopadu – James K. Polk, americký prezident († 15. června 1849)
- 04. listopadu – Carlo Blasis, italský tanečník a choreograf († 15. července 1878)
- 04. prosince – Thomas Carlyle, skotský spisovatel a historik († 5. února 1881)
- 03. prosince – Rowland Hill, anglický pedagog a vynálezce († 27. srpna 1879)
- 10. prosince – Anton Prokesch von Osten, rakouský generál, diplomat a spisovatel († 26. října 1876)
- 12. prosince
  - Julien Vallou de Villeneuve, francouzský malíř, litograf a fotograf († 4. května 1866)
  - John Russell, anglický kynolog († 28. dubna 1883)
- 21. prosince
  - Leopold von Ranke, německý historik († 23. května 1886)
  - Robert Moffat, skotský kongregacionalistický misionář v Africe († 9. srpna 1883)
  - John Russell, anglický farář a kynolog († 28. dubna 1883)
- 28. prosince – François-Nicolas-Madeleine Morlot, francouzský kardinál († 29. prosince 1862)
- neznámé datum
  - Dingane, zulský náčelník a král († 1840)
  - Armand Havet, francouzský lékař a botanik († 1. července 1820)
  - Pavel Čong Ha-sang, korejský křesťanský aktivista a světec († 22. září 1839)
  - Peter Wickens Fry, anglický amatérský fotograf († 29. srpna 1860)

## Úmrtí

### Česko

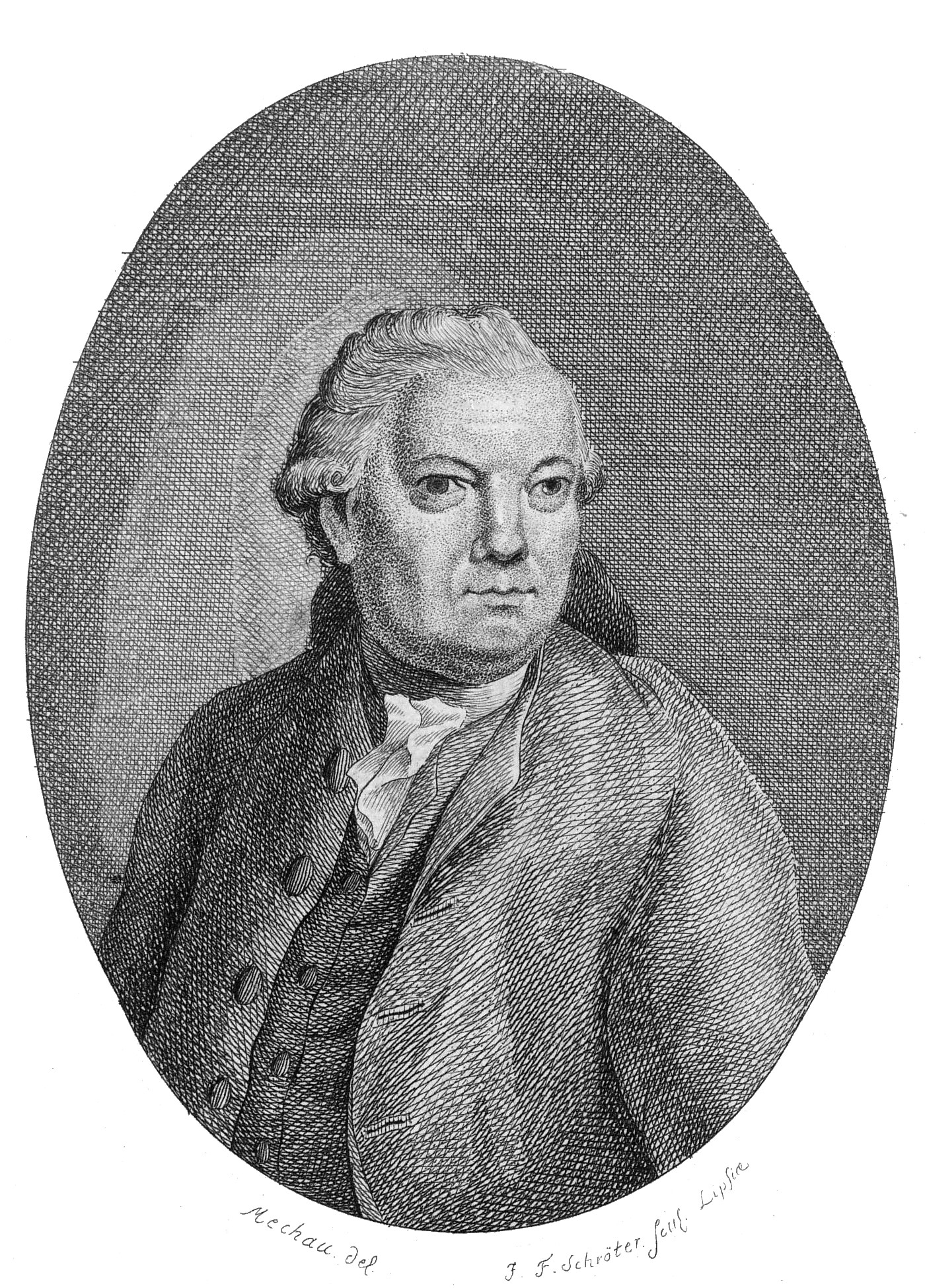
Jiří Antonín Benda († 6. listopadu)

- 09. ledna – Antonín Josef Voračický z Paběnic, šlechtic a hrabě (* ?)
- 17. ledna – Josef Jan Šarapatka, skladatel a varhaník (* 1731)
- 05. března – Josef Rejcha, hudební skladatel a violoncelista (* 13. března 1752)
- 10. května – Jáchym Popper, židovský obchodník s textilem (* 20. října 1722)
- 06. listopadu – Jiří Antonín Benda, hudební skladatel (* 30. června 1722)
- neznámé datum
  - Jan Ignác Cimbal, moravsko-rakouský malíř a rytec (* 1722)
  - Johann Ignác Eisner, sklářský výtvarník (* před 1720)

### Svět
- 03. ledna – Josiah Wedgwood, anglický hrnčíř (* 12. července 1730)
- 05. ledna – Filip Gotthard Schaffgotsch, slezský kněz, vratislavský biskup (* 3. července 1715)
- 19. ledna – Maria Teresa Agnesi Pinottini, italská skladatelka, cembalistka a zpěvačka (* 17. října 1720)
- 21. ledna – Samuel Wallis, britský mořeplavec (* 23. dubna 1728)

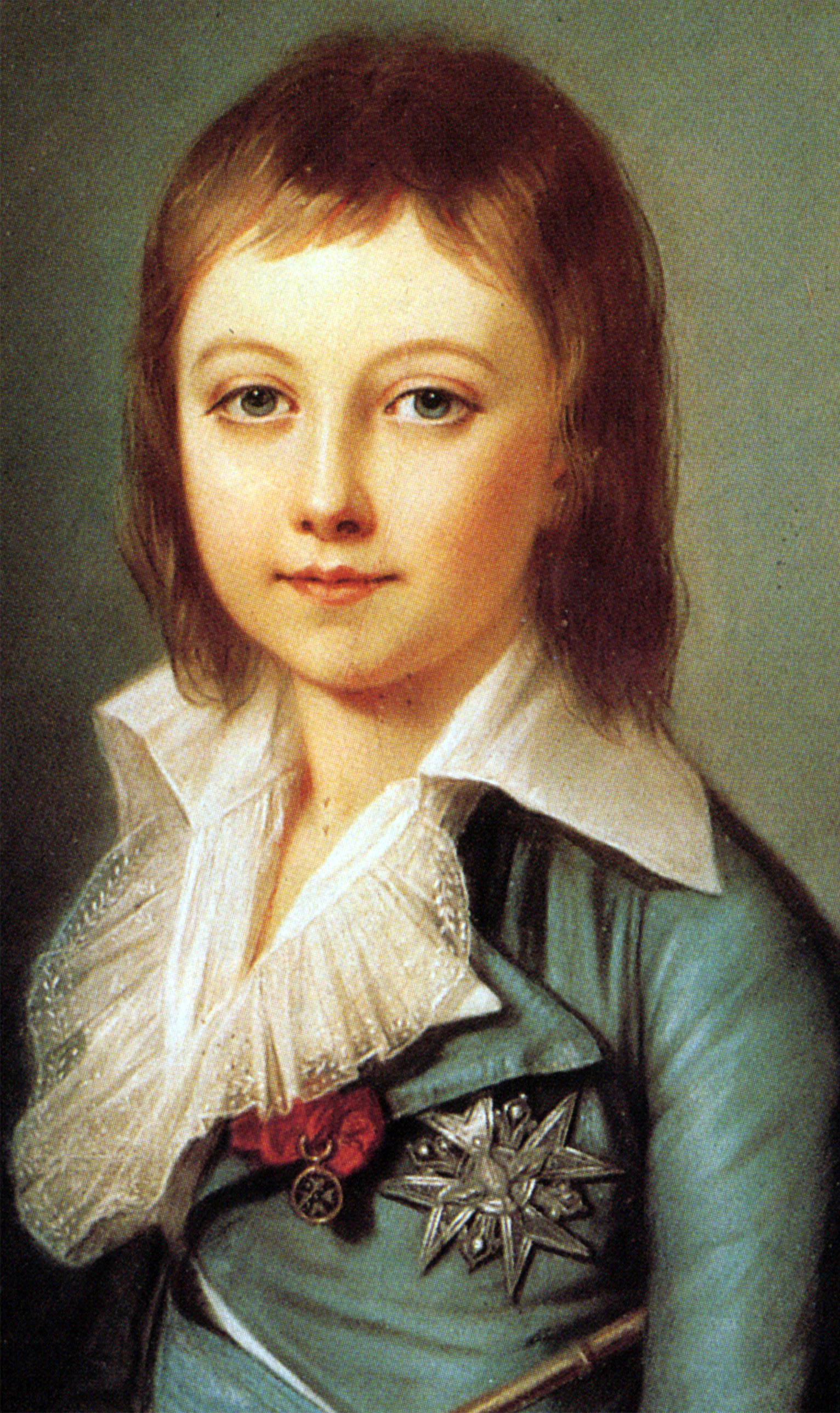
Ludvík XVII. († 8. června)

- Ludvík XVII. († 8. června) 28. ledna – Johann Christoph Friedrich Bach, německý skladatel a kapelník (* 21. června 1732)
- 01. února – Giacomo Insanguine, italský hudební skladatel, varhaník a pedagog (* 22. března 1728)
- 11. února – Carl Michael Bellman, švédský básník a skladatel (* 4. února 1740)
- 06. května – Pieter Boddaert, nizozemský lékař a zoolog (* 26. května 1733)
- 07. května – Antoine Quentin Fouquier-Tinville, francouzský revolucionář (* 12. června 1746)
- 18. května – Robert Rogers, velitel francouzské záškodnické jednotky zvané Rogers´ Rangers (* 7. listopadu 1731)
- 19. května
  - Josiah Bartlett, americký lékař a státník (* 2. prosince 1729)
  - James Boswell, skotský životopisec (* 29. října 1740)
- 03. června – József Kármán, maďarský preromantický spisovatel (* 14. března 1769)
- 08. června – Ludvík XVII., francouzský následník trůnu (* 27. března 1785)
- 26. června – Jakob Friedrich Ehrhart, německý lékárník a botanik (* 4. listopadu 1742)
- 03. července – Louis-Georges de Bréquigny, francouzský historik (* 22. ledna 1714)
- 09. července – Henry Seymour-Conway, britský vojevůdce a státník (* 12. srpna 1719)
- 12. července – Alexandr Leopold Habsbursko-Lotrinský, rakouský arcivévoda a uherský palatin (* 14. srpna 1772)
- 31. července – Grigorij Ivanovič Šelechov, ruský mořeplavec a obchodník (* 1747)
- 26. srpna – Alessandro Cagliostro, italský okultista, alchymista a dobrodruh (* 8. června 1747)
- 31. srpna – François-André Danican Philidor, francouzský šachista a skladatel (* 7. září 1726)
- 06. října – László Szentjóbi Szabó, maďarský preromantický básník a dramatik (* 22. června 1767)
- 13. října – William Prescott, plukovník americké kontinentální armády (* 20. února 1726)
- 22. listopadu – Larcum Kendall, britský hodinář (* 21. září 1721)
- neznámé datum
  - Sajať-Nova, arménsko-gruzínský básník (* 1712)

## Hlavy států
- Francie – Národní konvent (1792–1795) / Direktorium (1795–1799)
- Habsburská monarchie – František I. (1792–1806)
- Osmanská říše – Selim III. (1789–1807)
- Polsko – Stanislav II. August Poniatowski (1764–1795)
- Prusko – Fridrich Vilém II. (1786–1797)
- Rusko – Kateřina II. Veliká (1762–1796)
- Španělsko – Karel IV. (1788–1808)
- Švédsko – Gustav IV. (1792–1809)
- USA – George Washington (1789–1797)
- Velká Británie – Jiří III. (1760–1820)
- Papež – Pius VI. (1774–1799)
- Japonsko – Kókaku (1780–1817)